# Termelineskapelle Ollesheim

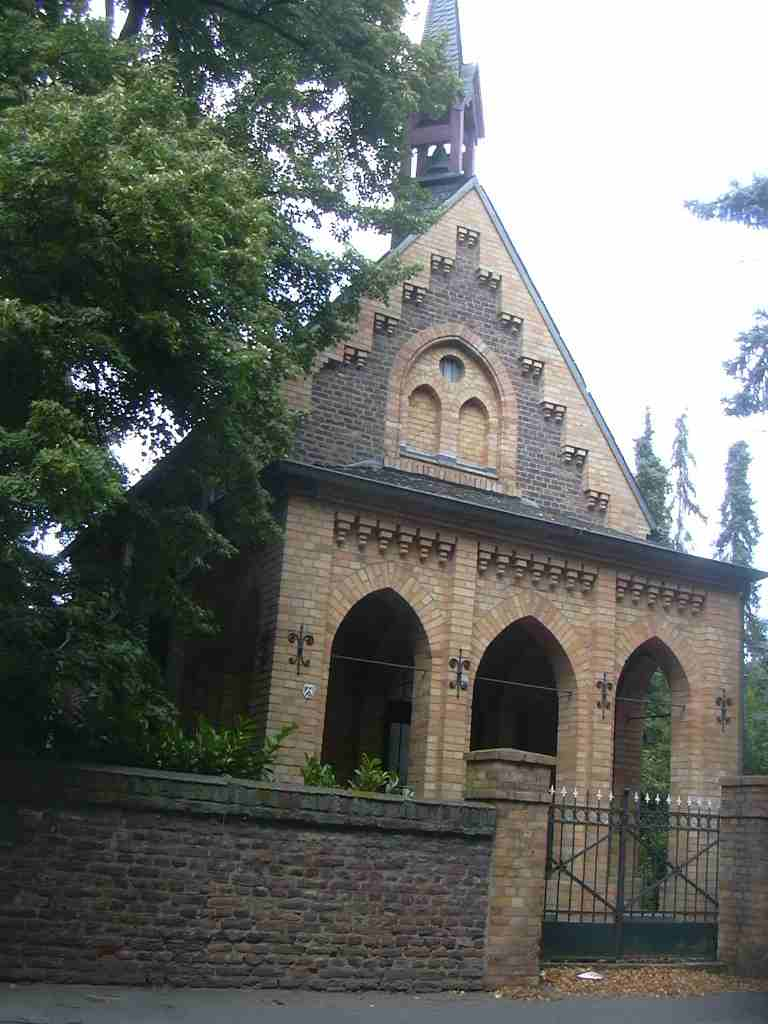
Termelineskapelle Ollesheim

Die Termelineskapelle ist ein Kirchenbauwerk zwischen Eschweiler über Feld und Nörvenich im Kreis Düren, Nordrhein-Westfalen.

## Lage
Die Kapelle liegt an Gut Ollesheim, einem Weiler, zu dem in alter Zeit drei Höfe gehörten. Heute gehören noch das Gut und der Engelshof dazu, jeweils mit Nebengebäuden und Arbeiterwohnhäusern. Unmittelbar an der Landesstraße 263 steht die Termelineskapelle, daneben das Pfarrhaus.

## Geschichte
Die heutige Kapelle ist 1880 gebaut worden, nachdem schon 1857 die alte Pfarrkirche wegen Baufälligkeit abgebrochen worden war. Zusammen mit dem benachbarten Oberbolheim bildete Ollesheim eine Pfarre, die um 1300 im Liber valoris erwähnt wurde. Sie gelangte 1441 durch Schenkung an das Kölner Antoniterkloster. Bis zur Aufhebung des Klosters durch die Franzosen 1808 waren St. Termelines und St. Antonius in Oberbolheim dem Antoniterkonvent inkorporiert.
Nach der örtlichen Überlieferung ging von hier die Missionierung der umliegenden Gegend aus. Der iroschottische Mönch Termelines oder auch Timerlin war in Ollesheim tätig. Er soll in der abgebrochenen Kirche beerdigt worden sein. Bis zum Ende des 18. Jahrhunderts war das Grab Ziel frommer Pilger, die hier Wasser und Erde holten. Beides, Wasser und Heilerde, wurde gegen Schwindsucht und Brechdurchfall angewandt.
Schon vor der Schenkung der Pfarre Ollesheim durch Herzog Gerhard von Jülich hatten die Antoniter lange Zeit großen Besitz an Höfen, Ländereien und Zehnten in der Umgebung. In Ollesheim besaßen sie den kleene Tönneshauf, den kleinen Antoniterhof. Jährlich gingen von hier an die Kölner Ordensniederlassung an Pacht 136 Malter Getreide verschiedener Fruchtarten, je zwei Hammel und Kälber und vier Goldgulden. 1802 wurde die Antoniterniederlassung in Köln aufgehoben, die Besitzungen von der Domänenverwaltung verkauft.
Eine 1956 als „früheste überkommene kölnische Skulptur“ entdeckte Statue ist als Ollesheimer Madonna aus dem 13. Jahrhundert in das Kölner Museum Schnütgen gegangen. Sie hat jahrhundertelang in Ollesheim gestanden.
Das Gut Ollesheim wurde 1887 von den Erben des Besitzers Winand Heuser an den Direktor der damaligen Dürener Zuckerfabrik, Leopold Peill, verkauft. Die Nachkommen bewirtschaften heute noch den Gutshof. Beim damaligen Verkauf blieben aber die Kapelle und der kleine Friedhof im Besitz der Erbengemeinschaft Heuser.
Die Kirche wurde am 22. April 1985 in die Denkmalliste der Gemeinde Nörvenich unter Nr. 26 eingetragen.

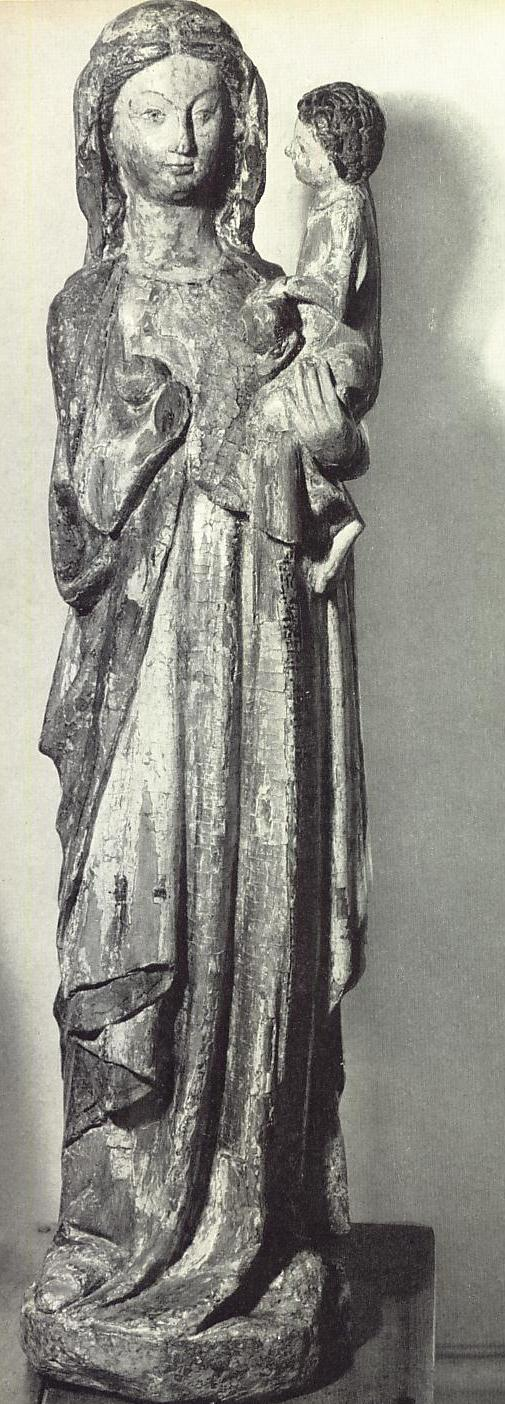
Die Ollesheimer Madonna
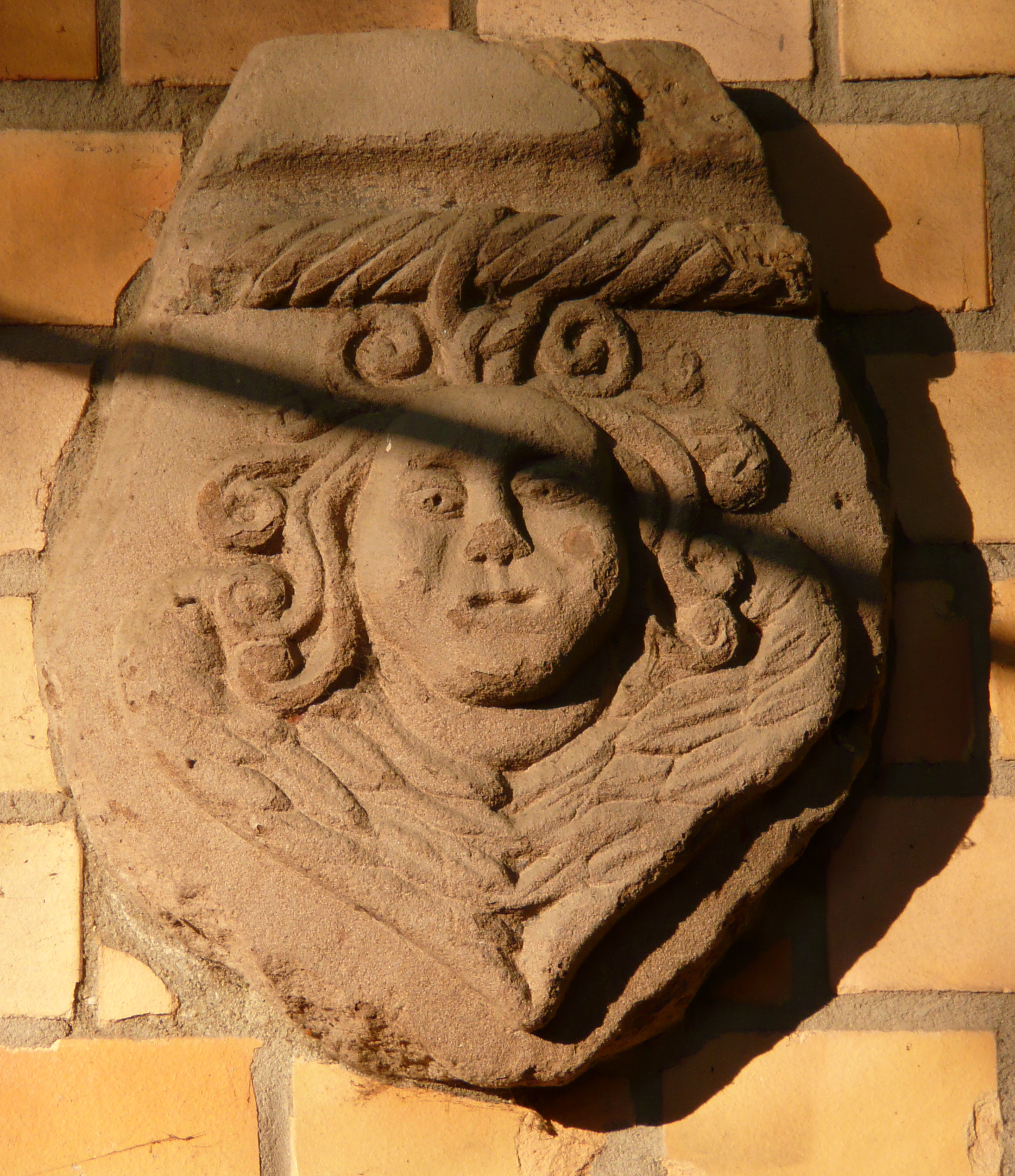
Medusenhaupt an der Kapelle
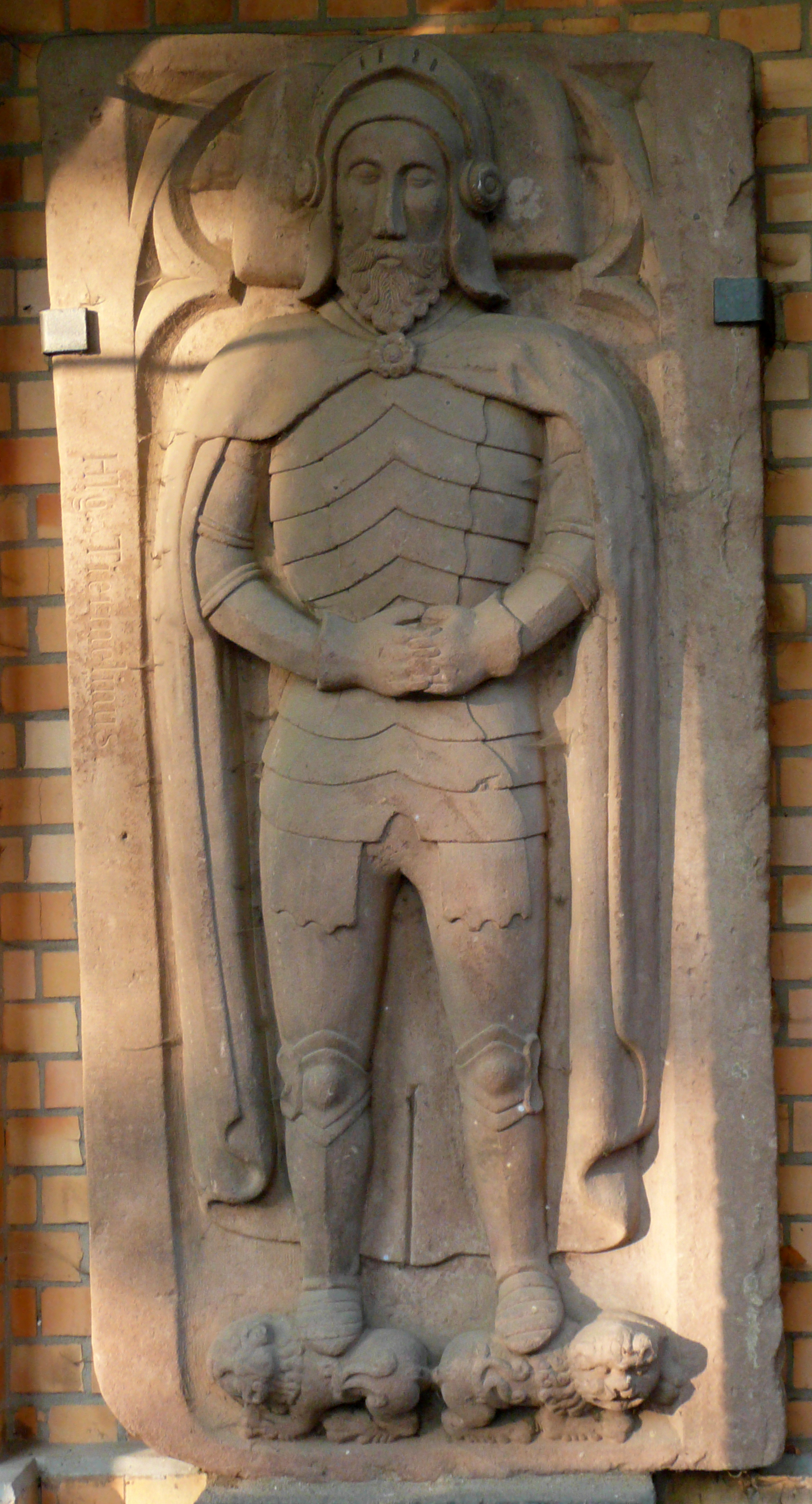
Grabplatte an der Kapelle